# Ludwig Probst
Ludwig Probst (* 2. Februar 1864 in Braunschweig; † 17. März 1942 in Braunschweig) war ein deutscher Maler und Hochschullehrer.

## Leben
Probst erhielt ersten Unterricht bei seinem Vater Albert, der in Braunschweig als Xylograph tätig war. Er studierte an der Technischen Hochschule Braunschweig, wo Adolf Nickol zu seinen Lehrern zählte. Er setzte seine Studien 1890 an der Kunstakademie Dresden bei Leon Pohle, Hermann Prell und Scholz fort. Probst kehrte 1893 nach Braunschweig zurück, wo er ein Atelier am Bültenweg 10 eröffnete. Von 1903 bis 1940 lehrte er als Privatdozent für Malerei und Bildhauerei am Lehrstuhl für Architektur an der TH Braunschweig. Probst starb 1942 in Braunschweig. Im selben Jahr ehrte ihn das Städtische Museum durch eine Gedächtnisausstellung.

## Werk
Probst schuf Porträts, Aktbilder, Landschaften, Stadtansichten und Industriebilder, wobei er überwiegend in Öl malte. Bekannt wurde er vor allem als Porträtmaler. Er schuf Porträts von Stadtgeistlichen, darunter Generalsuperintendent Werner Bertram, Industriellen, von Wilhelm Raabe und Herzog Johann Albrecht zu Mecklenburg. Seine Werke befinden sich im Städtischen Museum Braunschweig und vielfach in Privatbesitz.